# Itoplectis philippinensis
Itoplectis philippinensis är en stekelart som beskrevs av Setsuya Momoi 1971. Itoplectis philippinensis ingår i släktet Itoplectis och familjen brokparasitsteklar. Inga underarter finns listade i Catalogue of Life.